# Zhenba
Zhenba (en chino, 镇巴; pinyin, Zhènbā) es un condado  bajo la administración directa de la Prefectura Hanzhong en la Provincia de Shaanxi, República Popular China.  Su área es de 3382 km² y su población total para 2010 superó los 246 mil habitantes. 

## Administración
Desde julio de 2020, el  Condado Zhenba se divide en 20 pueblos que se administran en 1 subdistrito y 19  poblados.